# 北诺威奇
北诺威奇（英語：North Norwich）是位于美国纽约州希南戈县的一个镇，地处希南戈县东部、诺威奇市以北。2010年美国人口普查时，该镇有1783人。最初的定居者于1794年左右到达此地。1849年，北诺威奇镇正式建立。